# Criterion (revue)
Criterion fut la première revue de philosophie en catalan, dirigée par le capucin Miquel d'Esplugues. Sa périodicité était trimestrielle, entre 1925 et 1936. 
Elle se recommença à éditer après la Guerre civile espagnole en 1959. Maintenant c'était une collection de sujets philosophiques et religieux. Basili de Rubí fut le nouveau directeur, et son successeur, pour peu de temps, Àlvar Maduell. La collection devait devenir une revue, mais les nouvelles lois de presse du ministre franquiste Manuel Fraga Iribarne ne l'autorisèrent pas, et la revue ferma en 1969.